# Републички секретаријат за јавне политике
Републички секретаријат за јавне политике је посебна организација управе Србије. Директор Републичког секретаријата за јавне политике је Бојана Тошић.

## Надлежности
Републички секретаријат за јавне политике обавља стручне послове који се односе на:
- анализу, идентификовање потреба и достављање иницијатива за израду докумената јавних политика
- обезбеђивање усклађености предлога докумената јавних политика и нацрта закона са усвојеним документима јавних политика, у поступку њиховог доношења
- давање иницијатива, односно предлога за унапређење процедура за израду докумената јавних политика
- давање мишљења о потпуности садржаја и квалитету спроведене анализе ефеката јавних политика и извештаја о спровођењу докумената јавних политика, које припремају министарства и посебне организације
- пружање методолошке подршке министарствима и посебним организацијама при изради предлога планских докумената и докумената јавних политика
- унапређење праксе креирања и спровођења јавних политика, укључујући анализе и примену иновативних инструмената у јавним политикама
- као и друге послове одређене законима

Републички секретаријат за јавне политике припрема Акциони план за спровођење програма Владе Републике Србије којим се утврђују приоритетни циљеви Владе, прати спровођење и извештава о реализацији Акционог плана за спровођење програма Владе у сарадњи са свим органима државне управе.
Републички секретаријат за јавне политике обавља стручне послове који се односе на спровођење регулаторне реформе и анализу ефеката прописа које припремају министарства и посебне организације, што укључује:
- давање претходног мишљења о потреби спровођења анализе ефеката и о потпуности садржаја приложене анализе ефеката
- помоћ предлагачима прописа при успостављању механизма за праћење и анализу ефеката прописа током њихове примене
- прикупљање и обраду иницијатива привредних субјеката, других правних лица и грађана за измену неефикасних прописа на републичком нивоу и развој јавно-приватног дијалога
- подношење иницијативе надлежним предлагачима прописа за измену неефикасних прописа
- учешће у организовању обуке државних службеника који раде на пословима који су повезани са креирањем јавних политика и анализом ефеката јавних политика и прописа
- обављање послова везаних за праћење и анализу институционалних и кадровских капацитета за спровођење регулаторне реформе, као и друге послове одређене законом.

Републички секретаријат за јавне политике обавља и стручне послове који се односе на:
- унапређење пословног окружења кроз развој стратешког оквира у области регулаторне реформе
- мерење административног трошка за привреду
- управљање јединственим регистром административних поступака за привреду и грађане и, по потреби, предузима активности ради обезбеђивања координираног развојa јавних политика од ширег значаја за конкурентност и одрживи развој